# بیل گودوین
بیل گودوین (انگلیسی: Bill Goodwin؛ ۲۸ ژوئیهٔ ۱۹۱۰ – ۹ مهٔ ۱۹۵۸) یک هنرپیشه اهل ایالات متحده آمریکا بود.
وی بازیگر فیلم‌هایی همچون جزیره ویک، داستان جولسون، طلسم‌شده و جنس مخالف بوده‌است.